# Xylopia malayana
Xylopia malayana este o specie de plante angiosperme din genul Xylopia, familia Annonaceae, descrisă de Joseph Dalton Hooker și Thomas Thomson.

## Subspecii
Această specie cuprinde următoarele subspecii:
- X. m. macrocarpa
- X. m. obscura